# Cantone di Vélines
Il Cantone di Vélines era una divisione amministrativa dell'arrondissement di Bergerac.
A seguito della riforma approvata con decreto del 21 febbraio 2014, che ha avuto attuazione dopo le elezioni dipartimentali del 2015, è stato soppresso.

## Composizione
Comprendeva i comuni di:
- Bonneville-et-Saint-Avit-de-Fumadières
- Fougueyrolles
- Lamothe-Montravel
- Montazeau
- Montcaret
- Nastringues
- Port-Sainte-Foy-et-Ponchapt
- Saint-Antoine-de-Breuilh
- Saint-Michel-de-Montaigne
- Saint-Seurin-de-Prats
- Saint-Vivien
- Vélines